# Processo Foreground
Processo Foreground ou processo em primeiro plano é um termo oriundo dos estudos referentes aos Sistemas Operacionais com especificação POSIX, para designar processos que estão sujeitos à  interação direta do usuário. Diferencia-se, portanto, do processo background, que ocorre em segundo plano, sem a interação direta do usuário.